# 2010年诺贝尔和平奖
2010年10月8日，诺贝尔奖评选委员会宣布将2010年诺贝尔和平奖颁发给中国作家、持不同政见者刘晓波，以表彰他“長期以來以非暴力方式在中國爭取基本人權”。

## 背景

### 零八宪章
《零八宪章》是为了纪念2008年12月10日《世界人权宣言》发表60周年由刘晓波等人起草并由303位中國各界人士首批签署的一份宣言，內容除了提出促进中国民主化进程、改善人权状况外，更提出以建立中華聯邦共和國來解決兩岸問題及各民族問題。由於內容敏感，迄12月11日止發起人中已有兩人因此事被中華人民共和國政府逮捕。到目前为止，在《零八宪章》上签名的有八千多人，还有一些人陆续在网上签名。不过由于网站受到当局干扰，所以即使在网上签名也已经不容易。

### 刘晓波被捕

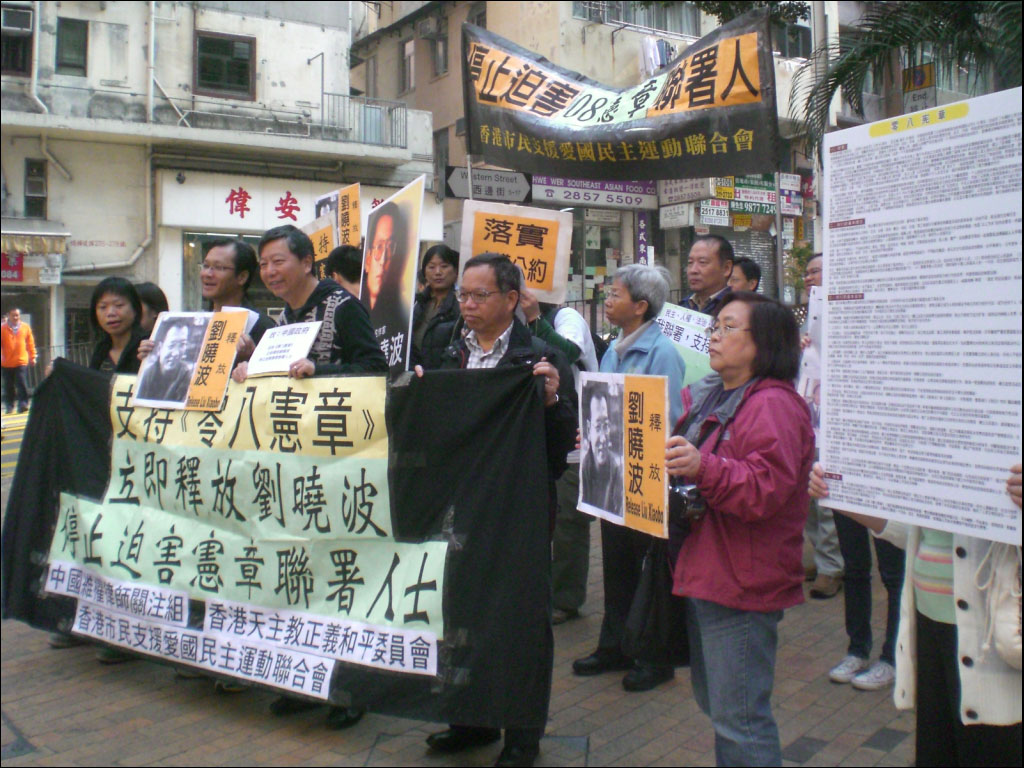
2008年12月14日香港支联会等团体举行示威，要求中国政府释放刘晓波。

《零八宪章》起草后，2008年12月8日，刘晓波被以“煽动颠覆国家政权罪”刑事拘留，12月9日被监视居住。12月11日中国人权活动人士对刘晓波可能面临长期监禁表示担心。12月14日，香港支聯會三團體在中聯辦外示威要求釋放劉曉波。
2009年6月23日，刘晓波因涉嫌煽动颠覆国家政权罪，经中国检察机关批准逮捕。12月25日北京市第一中级人民法院以煽动颠覆国家政权罪判处刘晓波有期徒刑11年，剥夺政治权利2年。一审判决书指控刘晓波在“观察”、“BBC中文网”等境外网站上发表 《中共的独裁爱国主义》、《难道中国人只配接受“党主民主”》、《通过改变社会来改变政权》、《多面的中共独裁》、《独裁崛起对世界民主化的负面效应》、《对黑窑童奴案的继续追问》等“煽动性”文章，“造谣、诽谤”中国政府。刘还在《零八宪章》中提出“取消一党垄断执政特权”、“在民主宪政的架构下建立中华联邦共和国”等多项主张，试图“煽动颠覆”中国政府。判决后刘晓波表示将提出上诉。
2010年2月11日北京高级人民法院驳回刘晓波的上诉，维持对他的原判。刘晓波于2010年5月26日开始，在辽宁省锦州监狱服刑。同年10月8日，刘晓波在服刑期间获得2010年诺贝尔和平奖。

## 提名与获奖
2010年1月19日，國際性作家組織「國際筆會」美國分會提名劉曉波角逐諾貝爾和平獎。捷克前总统瓦茨拉夫·哈维尔、第十四世达赖喇嘛、南非图图大主教等多名诺贝尔和平奖得主及安德烈·格鲁克斯曼、瓦坦·格雷戈里恩、迈克尔·穆尔等人通过project-syndicate网站联名推荐刘晓波为2010年诺贝尔和平奖人选。
2010年10月8日，诺贝尔评审委员会主席托尔比约恩·亚格兰宣布，挪威诺贝尔委员会以「在中国為基本人權持久而非暴力的奮鬥」为由，向其颁发2010年诺贝尔和平奖。
其妻刘霞接受有线电视台记者吕秉权电话访问时心情激动，感谢每位支持刘晓波的人，并希望正在监狱中的丈夫能到挪威领奖。香港蘋果日報報導其妻劉霞聲明「這個獎不但是給曉波的，也是給所有在中國堅持民主、自由、和平的人；所有朋友和所有現在仍在獄中的良心犯的獎。」劉曉波於2010年10月10日見到妻子劉霞時表示「這個獎是給天安門亡靈的！」說完這句話後，劉曉波當場哭了。

## 获奖者及其家属处境
有报道称，刘晓波获奖之后，中共当局可能采取措施，由王乐泉出面，将其从辽宁监狱转移至北京秦城监狱，也不太可能以保外就医的方式释放刘晓波。
10月10日，CNN援引刘晓波妻子刘霞律师的话报道，警方目前将刘霞在其北京的住所扣押（detained），不允许其和外人见面或使用移动电话。明报报道，刘霞已不能出门买菜，一切由公安代劳。有记者督促中国政府释放刘霞，但外交部发言人马朝旭回答说他不认识刘霞，并反呛记者。据法国国际广播电台报道，刘的家人已接获口头通知，软禁将持续到2011年1月31日。

## 中国政府反制
自从刘晓波获奖，中华人民共和国政府就开始限制多人的活动，多名中国大陆的民运、维权、异议人士被软禁、失踪、“被关机”、“被度假”、“被断网”、“被自杀”。很多人都因此而被禁止出境，包括和刘晓波有關聯之人的妻子、兒女及亲戚等。有些人在一切出境手續辦妥後，到了机场才被告知禁止出境，理由是“可能危害国家安全”。北京电影学院教授崔衞平、四川作家余杰、维权律师滕彪等人都被带离北京「看管」，北京异议人士陈子明接受美国之音的訪問時說道：“我这儿原来就有一个监控者，八号到现在这段时间又增加了一批人，连我的家人出门他们都要拦着，说这两天不让出。力争以后，他们出去了，而我这些天就没出门，因为我家人都出不了门，我就算了。”而在他家每天都有數輛警车监视。
颁奖结束后，北京异见作家余杰在推特上声称，他和妻子已在12月13日獲得部分自由，並可以出门，但是有四台攝影機和两架红外线监视器仍在他家外面持續监视，平時也不能会客。他们兩人被软禁总共56天，断电话和网络33天。自从刘晓波获奖，天安门母亲的代表人丁子霖和蒋培坤夫妇就被当局控制。颁奖结束後，他们仍和外界失去联系，依然下落不明。
诺贝尔和平奖当天公布之后，民间维权团体和部分公民展开了一系列庆祝活动，不少人士试图用传单和放鞭炮宣传刘晓波的获奖消息。鉴于刘晓波难以前往领奖，维权组织根据刘晓波妻子刘霞的建议，公布了领奖仪式的邀请名单，并积极筹划领奖。
中国政府对民间的维权和庆祝活动展开了压制，多名人士因为庆祝刘晓波获奖而遭到拘捕，有人甚至因举行庆祝宴会而被捕。自由亚洲电台報導：“近20天来，全国严密监控、软禁、遣送、绑架、阻止正常通讯和交流活动的维权人士和学者最少有40人。”据吴仁华所述，刘苏里在10月22日的回家途中遭遇北京国安人员，“原因是他的好友刘晓波荣获诺贝尔和平奖”。刘苏里因反抗挣扎，导致腰椎压缩性骨折。
据报道，云南工程师郭贤良因为散发刘晓波获奖传单，而被以煽动颠覆国家政权罪起诉，这是因刘晓波获奖事件而正式刑事拘留的第一人。据法国国际广播电台報導，湖南长沙的中南大学校园内，挂起了巨大横幅，上面写着“热烈庆祝刘晓波荣获2010年度诺贝尔和平奖，感谢世界没有遗忘中国人民对民主政治的诉求”此横幅只挂出几分钟，隨即被校方强行沒收。

## 各方反应

### 中国大陆政府

#### 诺贝尔和平奖宣布前对挪威施压
在刘晓波获奖前，對於國際社會將他提名為諾貝爾和平獎候選人，中华人民共和国政府警告挪威政府，雖然諾貝爾研究所獨立於挪威政府。中共外交部副部長傅瑩在訪問挪威時與诺贝尔研究所所长盖尔·龙斯塔會面，威脅他頒諾貝爾獎給劉曉波會「損害中挪關係」，但诺贝尔委员会将不会屈服于外界压力。龍斯塔说：“我们在1989年将和平奖颁给达赖喇嘛，我们已经清楚地表明，我们是个独立的委员会，我们不会照任何人的话办事。”

#### 诺贝尔和平奖宣布后的反应
10月8日，诺贝尔和平奖宣布当天，中国外交部发言人马朝旭称，由于刘晓波是受中华人民共和国司法机关制裁的罪犯，将奖项颁发给刘晓波违背了和平奖的宗旨，是对和平奖的亵渎，并将损害中挪关系。中國也召喚了挪威駐中國大使，对挪威諾貝爾委員會的和平獎頒發表示抗議。挪威外相约纳斯·加尔·斯特勒则强调，诺贝尔和平奖委员会的决定不受挪威政府控制。如果中华人民共和国因此对挪威采取敌意，将损害中华人民共和国的国际声誉。在刘晓波获得諾貝爾和平獎，中国政府要求挪威政府道歉不果後，中挪关系开始出现恶化，当时兩國正進行的漁業合作談判及各領域交流活動立即中斷，政治領域的會面亦全部取消。2016年12月，中华人民共和国外交部部長王毅與到訪的挪威外交部長布蘭德舉行會談，會後雙方發表《中華人民共和國政府與挪威王國政府關於雙邊關係正常化的聲明》，宣布兩國關係恢复正常化 。

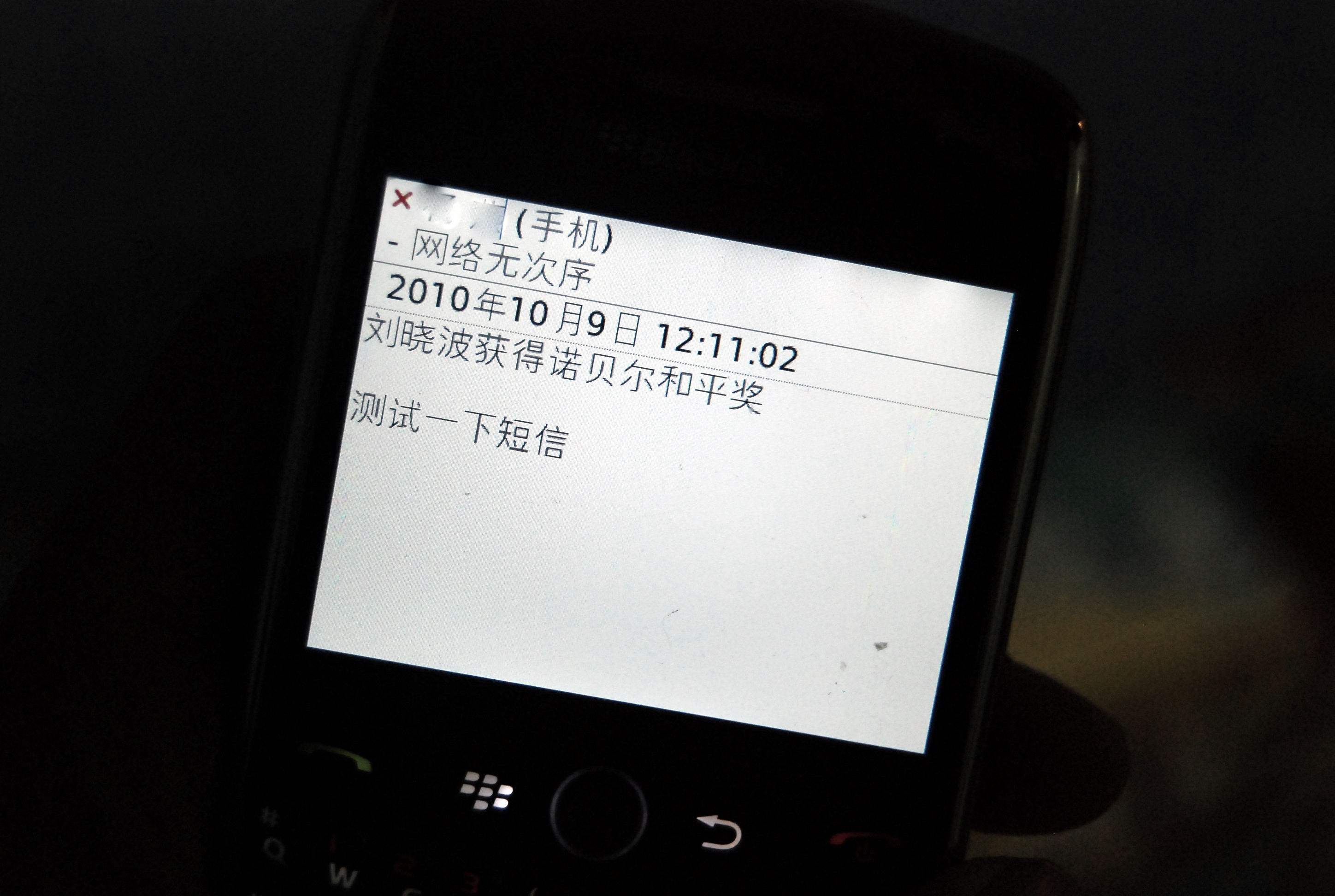
刘晓波获奖后在中国大陆无法从手机发送含有相关内容的短信

同时，中国大陆的新闻、言论审查也随之启动：刘晓波获奖当日，各地的移动电话网中已无法发出带有关键词“刘晓波”的短信；而中国大陆转播的境外电视台也遭到了部分屏蔽，如日本的NHK新聞在播报诺贝尔和平奖时就被中断了畫面；CNN直播諾貝爾獎的畫面在快宣布和平獎得主時，訊號中斷近5分鐘。多数中国大陆媒体均未报道刘晓波获奖的新闻，报道者一般也均按新华社转述外交部发言人批评诺贝尔委员会“亵渎”诺贝尔和平奖的通稿转载。新浪、搜狐、网易和腾讯几大门户网站的2010年诺贝尔奖专题均遭删除。同时，刘晓波的家中被封锁，其妻被限制起来不允许同外界接触，各地自发祝贺这一事件的网友被抓捕。
中国大陆的社交网站也均执行了审查，在百度贴吧搜索“刘晓波”显示“抱歉，根据相关法律法规和政策，本吧暂不开放”；在百度HOHO提交“刘晓波”显示“HOHO发表失败，请重试”；在腾讯微博提交"刘晓波"显示" 消息发表失败，请重试";  在人人网上关于2010诺贝尔和平奖的新闻以及刘晓波背景的的分享也被移除。而由于防火长城的阻挡，中国大陆用户在搜索引擎Bing上查询“刘晓波”、Google搜索“2010诺贝尔和平奖”时，连接均被重置；浏览中文维基百科“刘晓波”页面也会被重置。10月10日之前，公开正面报道该事件的媒体仅有《财经时报》等，自称是基于公民记者模式运作的博讯资讯网站称其为内地唯一没有沉默的媒体。
10月10日，新华社发表《俄媒称诺贝尔和平奖沦为西方政治工具》，以字面形式公开批判刘晓波。
10月14日，各大新闻网站均头版转载《人民网：从达赖到刘晓波获和平奖说明了什么》、 《新华网：挪威学者批评诺贝尔委员会居心不良》 等文章，严厉批判本次诺贝尔和平奖。中國駐美國大使館發文稱：“达赖与刘晓波不过是西方势力的两个政治玩偶。” 
10月15日，新华网发表《诺贝尔和平奖是西方给刘晓波政治犒赏》 开始直接地批判刘晓波。同日，法新社报道，受访的挪威科技大学教授阿努尔夫·科尔斯塔指控新华社造谣，並表示“有人企图假借挪威人的名义损害挪威诺贝尔奖的名声，其卑鄙目的永远不会得逞。”。但同月17日，德国之声通过电话对科尔斯塔进行了采访。科尔斯塔表示，自己确实接受过中国记者的采访，但并没有发表声明指责新华社造谣，对此他一无所知。科尔斯塔还强调，自己在接受挪威以及外国媒体的采访时曾经多次表达过对诺贝尔和平奖委员会的不满。

中国政府坚持认为刘晓波的行为与诺贝尔和平奖没有任何关系，外交部发言人马朝旭在10月8日表示：“诺贝尔和平奖应授予『为促进民族和睦，增进各国友谊，推动裁军以及为召开和宣传和平会议而努力的人』，这是诺贝尔的遗愿。”同时新华社发表评论也认为“刘晓波从未在这方面作出过任何贡献，并不符合这条重要标准。”。但是，人民日报在后来的批判中，承认了促进人权与维护和平的关系，即“促进人权来维护世界和平”。《联合国宪章》同时强调主权与人权，目的是要在主权国家和平相处的国际体系中发展人权，同时又通过促进人权来维护世界和平、防止像第二次世界大战那样的历史悲剧重演。
12月11日，中国外交部网站刊登外交部发言人姜瑜说，“中国反对任何人借这件事做文章，反对任何人以任何方式干涉中国内政。”
中國駐挪威大使唐國強要求挪威為授予劉曉波諾貝爾和平獎向北京道歉，否则停滞经济合作。

#### 与莫言获得诺贝尔文学奖对比
2012年10月，中国作家莫言获得诺贝尔文学奖，中国共产党当局政府同当年刘晓波获得2010年诺贝尔和平奖的态度截然不同。對此，BBC報道，莫言本人回應稱自己获得文学奖，而刘晓波获得和平奖，在中国引起的效应自然不一样。
刘晓波获得诺贝尔和平奖，新华网称：刘晓波发表“偏激、狂妄自大的言论”，因此成为西方和平演变的先驱，受到诺贝尔委员会的青睐。而对于莫言获诺贝尔文学奖，则进行了全方位的报導，高度评价了莫言的文学作品。

### 香港、台灣等地
- 香港：在劉曉波獲得諾貝爾和平獎後，引來香港傳媒爭相報導[61]。香港記者協會發表聲明，對於劉曉波獲得諾貝爾和平獎深感欣慰與鼓舞，并希望中國政府可以無條件釋放所有因言獲罪的在押政治犯[62]。香港多個泛民主派政治组织，包括民主黨，支聯會等聯署恭賀劉曉波獲獎[63]。特首曾蔭權以及其他政府官員梁振英，梁卓偉，蘇錦樑等在被記者提問對劉獲獎看法時均拒絕回答[64]，其他親建制派人士如民建聯副主席劉江華認為北京政府應該就人權，民主等普世價值事宜多與西方國家進行溝通[64]；香港商人劉夢熊亦認為國際社會認同以和平，理性的方式爭取人權自由，劉曉波以往所做的一切合乎中國內地的憲法規定，北京將他囚禁只會與國際社會的價值觀背道而馳，越走越遠[64]。泛民主派中，民主黨主席何俊仁表示：“每一個中國人，知道劉曉波獲得諾貝爾獎，都會感到驕傲和振奮；這個獎可以頒給劉曉波，我相信都象徵著世界民間社會以及多個國家政府對中國人一路以和平的方式積極的爭取民主人權法制的肯定”[62]。支聯會已故主席司徒華表示“他得獎會引起全世界的人更加關注中國的人權狀況；但是我們知道，中國的維權人士並不止他一個；我覺得以後每一年的諾貝爾獎都應該頒給一個中國人，直到中國的人權狀況有所改變為止”[62]。

- 臺灣：中華民國總統馬英九隔一天後表態呼籲大陸當局讓劉曉波早日出獄、重獲自由[65]。表態稍晚引起了部分爭議，對此發言人羅智強以「總統是慎重」來解釋，「此穩健是必要的」，表示兩岸關係「中國因素」不同於美歐與中國的關係[66]。行政院院長吴敦义則在獲獎當日表示，刘晓波在大陆提倡的自由、人权、与台湾坚持的理念完全一致。当时在野的台湾民进党则呼吁中国释放刘晓波，尊重其权利，让其亲领奖项[67]。

### 世界其他国家、地区和组织
- 联合国：秘書長潘基文對劉曉波獲獎表示歡迎[68]；并發表聲明稱：“刘晓波获奖突显了世界上对改善人权的日益增长的关注。他并呼吁对获奖人的不同看法不应该影响国际人权事业”[69]。

- 欧盟：欧盟委员会主席巴罗佐称刘晓波获奖向全世界所有为自由和人权作出巨大个人牺牲的人们发出强大的支持信号。[70]

- 美国：總統奧巴馬在声明中说：“这个奖提醒人们，中国在经济改革中取得巨大的成就，但是政治改革并没有跟上。”[71]并呼吁中国释放刘晓波。美國國會議員、共和黨人士克里斯多福·史密斯（Christopher Smith）亦发表公开信對劉曉波的獲獎表示祝賀，史密斯说：“刘晓波是英雄中的英雄，代表了中国所有受到政府迫害的人权捍卫者”。12月8日，美国国会众院院会以402票支持、一票反对的票數通过祝贺刘晓波获2010年诺贝尔和平奖的议案。曾参选美国总统競選的共和黨人士榮·保羅照例是唯一的反对票投票人。而此议案是由新泽西州共和党众议员克里斯多福·史密斯和俄勒冈州民主黨众议员吳振偉等共同提出。

- 捷克：前總統哈维尔亦對劉曉波獲獎感到欣慰，在自己的官方网站中表示：“刘晓波正是該奖当之无愧的积极的公民，哈維爾曾经多次呼吁授予其和平奖”[72][71]。

- 日本：首相菅直人表示“将这一殊荣授予刘晓波，挪威诺贝尔委员会显示了对人权的重视”、“这具有普世价值”。[73]

- 德国：总统伍尔夫稱：“德国将为狱中的中国诺贝尔奖获者刘晓波提供支持”，並在其賀信中写道：“我对您的勇气、及以和平方式为中国人权付出的努力表示最高的敬意”。[73]

- 西班牙：首相薩帕特羅表示不會督促中國政府釋放劉曉波[74]。

- ：總理吉拉德對劉曉波獲諾貝爾和平獎表示歡迎，并稱這個獎是對他“恰當的認可”，同時呼籲中國政府儘快釋放劉曉波[70]。綠黨領袖鮑伯·布朗讚揚組委會將諾貝爾獎授予劉曉波的勇氣，并在吉拉德做出聲明之前批評澳洲政府的懦夫態度[75]。

- 法國：法國政府呼籲中國政府立即釋放劉曉波[76]，外交部长库什内（Bernard Kouchner）对刘晓波获奖表示祝贺。他说：“这一决定代表着对世界各地人权的捍卫。”库什内办公室一份声明中说：“法国与欧盟一样，在刘晓波被捕后表示忧虑，并在一系列场合呼吁释放刘晓波。如今，法国再次发出这一呼吁”[77]。

- 荷蘭：看守政府外交大臣费尔哈亨希望中國政府立即釋放劉曉波，并表示“诺贝尔和平奖的奖励能够帮助加强世界各地人权活动家们的地位”[78]。

- 加拿大：總理哈珀對劉曉波獲獎表示祝賀，并促请中国政府，认真考虑释放中国异见人士刘晓波[79]。

- 挪威：首相斯托爾滕貝格發表聲明，恭賀劉曉波獲得諾貝爾和平獎，并認為劉曉波是因為推動了中國的民主而獲獎[80]。

- 英国：外相夏偉林說：「劉曉波獲獎照亮世界各地的人權鬥士，英國繼續呼籲中國釋放劉曉波」[81]。

- 俄羅斯：人权事务全权代表鲁金表示，从长远来看刘晓波这次获奖具有十分重要的历史意义，他同时呼吁中国当局尊重诺贝尔奖委员会的决定[82]。

- 古巴：政府性质网站之一Cubadebate.cu对刘晓波获得诺贝尔和平奖以及秘鲁、西班牙作家马里奥·巴尔加斯·略萨获得诺贝尔文学奖表示嫌恶[83][84]。

## 後續反應

### 中國大陸
2010年11月，2010年诺贝尔和平奖颁发不足1個月後，大陸媒體網站逐漸可以發文評論該事件，如文化中國網，同時中國西藏網、人民網等也得以轉載中國駐美國大使館對该事件的評價。

### 境外組織、個人及其他部分諾貝爾獎得主
2011年9月26日，常驻中国的瑞典记者、作家王瑞来發文稱：“艺术家艾未未上世纪八十年代在美国就认识刘晓波，对其爱挑衅的性格比较了解。”他说刘晓波常被人称为“疯狗”，“因为他对什么都一直在叫，尽管他私下里是那种不难相处的人”。中共谴责给刘晓波颁发和平奖，这不令人奇怪。但是，也有其他异议人士 提出愤怒抗议。”
2012年12月4日，134名诺贝尔奖得主（联署名单上沒有2009年和平奖得主奥巴马和2000年文学奖得主高行健的名字）致函新任中共中央总书记习近平，呼吁立刻释放2010年诺贝尔和平奖得主刘晓波，解除对其妻刘霞的软禁。2017年7月13日，劉曉波保外就醫期間病逝于沈阳中國醫科大學附屬第一醫院。
多名前諾貝爾和平獎獲獎者均對劉曉波的獲獎表示祝賀，也有多個人權組織要求中國政府儘快釋放劉曉波。

## 在奥斯陆的抗议活动
在颁奖前几日，由从世界各地来的人就开始进行了不同的抗议活动，大多数人都是抗议中國政府拘押刘晓波。有些抗議群眾至中國在奥斯陆的大使馆示威抗议，香港民主人士也至大使馆递交數万人連署释放刘晓波的抗议信，但使馆大门紧闭，也將窗簾拉起。中國大使馆的人員报警，挪威警察赶至現場，告知抗议人士他们的抗议並未申请，属不合法集會。香港民主人士則将信放入領事館信箱，结束了活动，但当天晚上仍有民眾點蠟燭上街的靜聲游行活动。
颁奖当天，在市政厅也有人进行抗议活动。除了要求释放刘晓波之外，一个自称是“马列”的人组织了一些中國大陆人士参加抗议诺贝尔和平奖发予刘晓波的儀式，他们自称均為自愿参加的。

## 颁奖典礼当日
12月10日頒獎當日，挪威首都奥斯陆市政厅（City Hall）的会场布置了鲜花，包括中国人喜欢的花中四君子－梅、兰、竹、菊。

### 出席国家

红色为受到邀请但不出席的国家，蓝色为出席的国家，黑色为挪威。

這次頒獎典禮遭受史無前例、來自中國的國際壓力，中國除了拒絕出席諾貝爾和平獎和科學獎頒獎禮外，也要求其他國家（包括東盟十國及東盟秘書長）如此。
据BBC报道，包括中国在内，一共有17个国家正式拒绝挪威诺贝尔委员会的邀请，将不会出席12月10日举行的和平奖颁奖礼。诺贝尔奖委员会证实，除中國外，17个国家为：俄罗斯、哈萨克斯坦、突尼西亞、沙特阿拉伯、巴基斯坦、伊拉克、伊朗、越南、阿富汗、委内瑞拉、埃及、苏丹、古巴、菲律宾、摩洛哥、乌克兰以及塞尔维亚，其中有部分國家承認是屈服於中國的壓力。 此外，阿尔及利亚、阿根廷、尼泊尔、斯里兰卡等国也没有参加。當日，烏克蘭和塞爾維亞表示回心轉意，決定出席。在奧斯陸的65個國家大使館，至少45個接受邀請，出席頒獎禮。
12月11日，《菲律宾每日询问报（Philippine Daily Inquirer）》引述阿基诺三世的话，菲律宾没有出席诺贝尔和平奖颁奖典礼的打算，但不代表我们不再拥护民主与人权，只是我们相信生命优先。因为现在有五名菲律宾籍毒贩在中国大陆等候死刑，阿基诺三世已致函予中国大陆政府求情。他说，如果出席诺贝尔和平奖颁奖典礼，恐怕会影响挽救这五名菲律宾人的机会。就国家利益而言，目前不宜派遣代表出席诺贝尔和平奖颁奖典礼，但我们坚定拥护人权。

### 世界各地嘉宾
联合国人权事务高级专员皮莱拒絕参加诺贝尔奖颁奖典礼。
因中国大陆政府的打压和控制，現場並無中國大陸人士及東盟秘書長出席。美国国会众议院议长南希·裴洛西亲自参加，成为历史上美国参加和平奖最高级别的代表。以往，代表美国出席的只是美国驻挪威大使。美国电影明星，丹泽尔·华盛顿、安妮·海瑟薇也主持此次和平獎儀式。

### 颁奖过程
瑞典諾貝爾和平獎委員會以空椅代表遭監禁的刘晓波，挪威諾貝爾委員會會保留獎狀和獎金，等候劉曉波領取。
主席托爾比約恩·亞格蘭表示刘晓波無法前來，這證明授予劉曉波這項獎是必要且應該的。当他第一次提起将今年的和平奖颁发给刘晓波，引来掌声雷动。开始只是大家坐着鼓掌，后来少數人起立鼓掌，最后全场来宾均起身鼓掌，包括挪威的国王和王后，鼓掌時間超过一分钟。他表示刘晓波藉由他的妻子告诉大家，这个和平奖应该献给六四事件中死去的人，全场即时热烈鼓掌。他提到1935年委員會將和平獎授予卡爾·馮·奧西茨基時，希特勒禁止任何一個德國人前來接受任何一項諾貝爾獎。他接著提到了安德烈·萨哈罗夫、列赫·瓦文薩和翁山蘇姬的類似遭遇。並举例说明，当年发奖给馬丁·路德·金恩之時，美国國內也有許多反对的聲音。现在看来，美国經過这件事情之後，反而变得更加强大。中国也可以变得更加强大，如果中国人民可以得到人权，此時全场再次鼓掌。当他说到，刘晓波只是行使了公民权利，没有做什么错事，必须被释放，全场嘉宾第二次站起来鼓掌表示对他的支持。
亞格蘭德肯定中國的高速經濟增長，他說：「有著13億人口的中國肩負著人權的命運。」如果中國能夠建立起一種徹底保障公民權利的社會主義市場經濟，就將對世界產生深刻的積極影響。但亞格蘭德強調，要保持經濟高速增長，就離不開言論和思想自由，對劉曉波的重判恰恰暴露了中國的弱點。劉曉波不過踐行了《中華人民共和國憲法》規定的權利，「他的所作所為無錯、無罪，因此他必須獲得釋放。」「他的觀點最終會使中國變得更為強大，我們祝福他、祝福中國未來一切順利。
」当他结束時，全体嘉宾再次起立，掌声雷动。
劉曉波原本希望妻子劉霞代替他發表得獎演說，但劉霞在頒獎當日仍然遭中共軟禁，挪威知名女演員麗芙·烏曼在頒獎典禮中朗讀刘晓波2009年12月23日面對「煽動顛覆國家政權罪」控罪時自辯的「我沒有敵人——我的最後陳述」。頒獎禮也按照劉曉波的意願，安排了兒童合唱團獻唱。
其中多次，全场鼓掌超过一分钟。有时候，很多人站起来以表示对他的支持。然后他说因为刘晓波不能到场，所以将奖状和奖章放在原本应该由他坐在的椅子上。全场再次起立鼓掌。刘晓波他本人希望可以有儿童合唱团来表演，因为他认为孩子代表未来。有关方面和有些华人儿童合唱团联系，但是因为他们的父母害怕遭到中国政府的打压，所以拒绝了。
法新社報導指出，美國有線電視新聞網、英國廣播公司、挪威公共電視等網站都無法由中國大陸連線。這是2008年北京奧運以來，BBC英文網首度遭中國斷訊。國際特赦組織指出，過去兩個月，中國政府外交人員造訪旅居挪威的中國僑民，對他們施壓，要求他們參加10日的反諾貝爾獎遊行，如果不參加抗議活動，未來的生活將受到嚴重影響。

### 颁奖典礼时间表
- 12:00 － 号角手吹起号角，挪威国王和王后與几位挪威諾貝爾委員會的成员入场就座。
- 12:03 － 诺贝尔和平奖颁奖礼正式开始，挪威著名女高音在钢琴伴奏下演唱歌剧歌曲。
- 12:07 － 挪威诺贝尔委员会主席托爾比約恩·亞格蘭发表演讲。
- 12:37 － 挪威诺贝尔委员会主席將和平奖奖章和证书放置在刘晓波的空椅上。
- 12:39 － 美籍华裔小提琴家张万钧独奏表演，首先演奏的曲目是《茉莉花》和《彩云追月》，接著是西洋音乐《爱的礼赞》。
- 12:45 － 挪威著名女演员麗芙·烏曼朗读刘晓波的文章《我没有敌人》。
- 13:11 － 挪威儿童合唱团入场表演。
- 13:17 － 挪威国王和王后退场，号角手再次吹起号角。
- 13:18 － 2010年诺贝尔和平奖颁奖典礼正式结束。

### 香港
当天晚上在香港中环举办慶祝会，由香港支联会、独立中文笔会及香港记者协会等11个团体舉辦，現場直播和平奖颁奖的儀式过程，共約千人出席。12月11日，香港民运人士刘山青在旺角一间酒楼開席60桌，舉辦「千人茹素贺晓波并昂山素姬自由饭醉」宴会，约700多人参加。台上则有一张空椅放著刘晓波夫妇的画像，旁边是昂山素姬的肖像。除了播放夏韶声的歌曲《空椅》，还有人上台高唱《国际歌》。刘山青认为，和平奖颁奖台上的空椅非常震撼，象徵了中国当下的社会现象，民主还很遥远。

## 晚宴、游行和音乐会

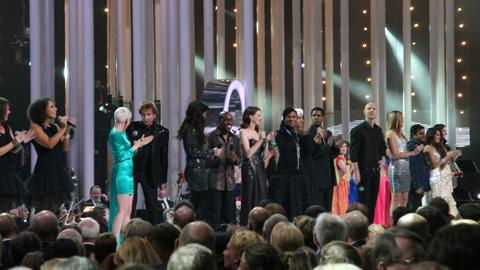
由丹泽尔·华盛顿与安妮·海瑟薇主持的2010年诺贝尔和平奖音乐会

12月10日晚上七时，在奥斯陆豪华酒店举行晚宴，约有250人受邀出席，包括挪威国王哈拉爾五世和王后、诺贝尔委员会主要成员及挪威政府领导人等。因为有挪威国王在場，所以並没有为刘晓波置空椅。依照惯例，晚宴上第二个发言者為受獎人，但刘晓波仍被关押而无法实现。每年国际特赦组织都会在晚宴开始前，从奥斯陆市中心的广场开始，遊行到举行诺贝尔晚宴的酒店门前停下，今年主题是“释放刘晓波”。
12月11日晚間，由美国演员安妮·海瑟薇（Anne Hathaway）和丹素·华盛顿（Danzel Washington）主持诺贝尔和平奖音乐会。是诺贝尔委员会为期三天的官方活动的最后一个节目。1994年开始，诺贝尔委员会每年都在和平奖颁奖礼之后举行音乐会，为当年的和平奖得主庆祝，并传播和平的声音。
音乐会开始，会场两侧大屏幕播出了过去几天要求释放刘晓波在奥斯陆游行示威活动的内容。演员华盛顿说：“今夜，我们向您的勇气以及献身人权的精神致敬，在场1600名观众都支持您。”掌声雷动，持续一分钟。然后播放了诺贝尔和平奖得主、缅甸反对派领袖昂山素季在12月10日发给诺贝尔委员会的视频，呼吁继续关注民主。大会特别安排挪威青年弦乐团为刘晓波演奏一曲。
音乐会举行到一个小时左右，会场中央放下大屏幕，播放了刘晓波自从六四以来的画面。两位主持人海瑟薇和华盛顿介绍他做过的事情，并且又语带伤感，背诵“我没有敌人—我的最后陈述”的摘要。
英国爵士乐队 Jamiroquai 主唱 Jay Kay 唱完以后，提醒大家：“今晚当大家就寝的时候，请惦记着这个人。”

## 世界各地新闻媒体报道

### 台湾
《自由时报》的“铿锵集”指出在中华民国发生的美丽岛事件，和中国大陆的刘晓波事件表现出两岸对人权的极端迫害问题。
《联合报》的“黑白集”比较连战获得孔子和平奖和刘晓波获和平奖，得奖者都没有出席颁奖典礼。该报认为利用孔子来对抗和平奖是瞎了眼的胡闹作为，同时羞辱了孔子和连战，更显示出发孔子和平奖的荒唐与无知。这种保守思维的盲点就是将荣誉当成耻辱 ，又将羞辱当成荣誉，禁止刘晓波得到荣誉，又将羞辱当成荣誉送给了连战。
《苹果日报》专栏“司马观点”非常幽默得发表文章《连战也中了一枪》。说连战的儿子连胜文中了一枪，大难不死。但是没有想不到连战他自己也中了来自大陆的冷枪，但凶手身份不明。用孔子对抗诺贝尔，以连战和刘晓波比较。连战也被大陆方面当成了反对西方的宣传工具。实在是侮辱与消遣连战。中国大陆政府越抵制越难看，现在中共拿石头敲自己的头，全世界都在看中共脱裤子。
近年由中国大陆的台商取得经营权的《中国时报》没有在评论文章中提及。

### 德国
德国全国性报纸，《法兰克福总汇报》、《世界报》、《南德意志报》和《日报》的驻华记者报道大陆政府对诺贝尔和平奖的攻击與对刘晓波同情者的打压等内容。
《法兰克福环时报》发表评论：“诺贝尔和平奖授予为人权奔走呼号的刘晓波，真正恢复了这个奖项因为去年授予了美国总统奥巴马备受杯葛的应有之义，那就是通过对人权活动家的褒奖，来促进和平的持久。”《南德意志报》认为：“这背后不仅仅是中国现任统治者对于人权的蔑视，而且也充分反应出北京几年以来在强权外交上的连续性。”
倾向保守的《世界报》认为，“孔子和平奖”授予台湾前副总统连战实在愚蠢。1937年，希特勒在反納粹的德国作家卡爾·馮·奧西茨基（Car von Ossietzky）获得诺贝尔和平奖以后，也马上设立了德国民族科学与艺术奖。

### 法国
12月11日，左翼的《解放报》发表评论，批评中国官方恐惧和软弱。《世界报》建议中国应该就尊重和保护人权，释放刘晓波。右翼的《费加罗报》发表了近十篇相关文章，一篇标题是：「全面禁止」，指出各國的电视台、电台和网站新闻都报道了刘晓波获和平奖典礼，但唯獨中国大陆媒体卻没有任何有关刘晓波诺贝尔奖的报道。

### 英国
《泰晤士报》指出，这种空椅子上摆放诺贝尔奖证书，象征着西方联合行动督促中国大陆政府走向更开放和更民主的未來，而演员乌曼用英文念出刘晓波的文章是向北京领导人挑战，該報又稱那些杯葛頒獎禮的國家是「北京寵物」（The pet Pekinese）。
《独立报》周六社论标题：「空座椅的雄辩」，将刘晓波和1975年获得和平奖的安德烈·薩哈羅夫比较，当时的苏联政府也对西方干涉苏联内政怒不可遏。「虽然苏联不让关押在牢中的萨哈罗夫领奖，但准許他的妻子可代為領獎；相反地，中国大陆政府不让任何与刘晓波有关系的人前往奥斯陆。萨哈罗夫获奖的16年后，苏联便解体，也许中国共产党的政府也会遭到同样命运。」
《卫报》社论：「如果让抵制中國忽視人權的国家把刘晓波印在钞票和邮票上，中国人就会想知道他是谁。中国大陆政府会抗拒世界的呼声，还是拒收外国货币呢？」

### 澳大利亚
颁奖当天，国营的澳大利亚广播公司的电视“ABC 24小时”（ABC News 24）进行了现场直播。《澳大利亚人报》（The Australian）发表文章《诺贝尔和平奖颁发，呼吁释放刘晓波》。《悉尼晨锋报》文章：《诺贝尔主席嘲讽中国的信誉缺憾》。墨尔本的《年代报》（The Age）标题：《诺贝尔仪式将荣誉授予缺席的刘晓波》。澳大利亚广播公司一个专题节目中，播放了兩年多前对刘晓波的采访。

## 中国与挪威的外交关系
中國在诺贝尔奖后立即中止了两国正在进行的渔业合作谈判及各领域交流活动，政治领域的会面被全部取消。
中方还收紧了对进口挪威三文鱼的限制，甚至一度全面禁止从挪威进口三文魚。2010年时，中国进口三文鱼中92%来自挪威，到2013年时这一比例已大幅降至29%。同时中国也提高了对挪威其他产品的贸易限制。2012年，挪威前首相謝爾·馬格納·邦德維克计划到中国参加国际会议遭到拒签，其他众多挪威公民在申请中国签证时也频频被拒。
2012年1月，挪威外交部门高层消息称挪威政府将阻止中国加入北极理事会，以作为对中国一系列行为的反制措施。但之后挪威政府又表示支持中国成为该组织观察员国。中方外交部对此回应称，两国关系能否改善的关键取决于挪威，继续要求挪威采取“切实措施”恢复两国关系。2012年12月，北京市政府出台新政，对部分国家公民提供72小時過境免簽證游览北京的待遇，其中包括大部分欧洲国家，但挪威公民被排除在这一名单之外。有报道称这一国家名单是由中国外交部拟定。
2013年，挪威政府换届，新首相埃尔娜·索尔伯格任命与中国关系密切的博尔格·布伦德为外交大臣，被视为缓解两国关系之举。中方则仍然称“中挪关系未走出困境”，并坚称两国关系恶化“责任不在中方”。期间有报道指出，挪威驻华大使司文任期已满，但挪威外交部担心中方会拒绝接受新大使的任命，因此一直未任命新任驻华大使。
2014年，達賴喇嘛以個人身份訪問挪威，但該國的首相和外交大臣均沒有與他會面，中方对此表示了赞赏。这一行为被挪威民众指责为“懦弱”。
2015年，挪威警察保安局在年度国家安全评估报告中将中国与俄罗斯并列为“威胁”，指责中国“在挪威境內非法收集情報”。挪威情报部门也谴责中国政府，称中方对挪威公司进行大规模网络黑客攻击，并有证据指明这些攻击受到中国政府的支持，意图窃取敏感数据和军事机密。这也是首次有北约国家明确指责中国政府与网络攻击有关。挪威当局还以危害国家安全為由，驱逐一名在當地留学的中國博士生。中国则回应称间谍活动的指控“毫无根据”，“充满冷战色彩”；还称驱逐留学生的行为“侵犯了中国留学生的基本权益”，并提出交涉。之后，奥斯陆地方法院裁定驱逐判决无效。
在两国关系恶化期间，挪威試圖改善其與中華人民共和國的關係。前挪威首相、工党的延斯·斯托爾滕貝格據說曾考慮向中華人民共和國道歉，但他後來改變主意；同屬工党的托爾比約恩·亞格蘭的諾貝爾委員會主席一職在2015年被撤銷，但中華人民共和國認為此舉對兩國關係不會有影響。
2015年，两国在经济合作方面曾出现关系缓和的征兆。3月，中方以挪威产三文鱼可能含有传染性鲑鱼贫血症为由，全面禁止进口挪威部分地区产三文鱼；但4月时，挪威渔业大臣伊丽莎白·亚斯帕克称两国已达成协议，中国将接受挪威的检疫标准，同意继续进口其三文鱼产品。同年，中国主导的亚洲基础设施投资银行接受挪威成为其创始成员国之一。挪威驻华大使司文在接受中国媒体采访时也表示两国在环保、能源、北极事务等领域的合作仍在继续。但在政治外交领域，两国关系一直未有解冻迹象。
2016年初，台海两岸关系遭遇一系列风波不断发酵，台湾媒体三立新闻台报道称有台灣留學生收到挪威移民局回信，明确表示“挪威認為台灣是一個國家”，引发中国大陆很多民众的不满。随后挪威外交部媒体负责人回应称挪威“坚持一个中国的立场”“不会改变”，将与移民局沟通此事。挪威驻上海总领事馆和驻华大使馆也先后发表微博表明立场。
2016年12月19日，挪威外交大臣博尔格·布兰德在访华期间与中国外交部长王毅会谈，双方之后共同发表声明，恢复两国外交和政治关系正常化。两国的自由贸易协定谈判预计也将恢复。挪威声明充分认识到中方的立场和关切，并积极致力于推动两国关系重回正轨，挪威政府声明尊重中国的发展道路和社会制度，高度赞赏中国所取得成就，重申坚持一个中国政策、重视中国的核心利益和重大关切，不支持损害中方核心利益和重大关切的行为。

## 诺贝尔和平奖缺席得奖人相关历史比较
- 1935年，反纳粹军事而被希特勒囚禁的和平主义者卡爾·馮·奧西茨基获得諾貝爾和平獎。希特勒禁止他出国，对外谎称他有权出国领奖。希特勒也修改法律禁止任何德国人领取諾貝爾獎。和平奖的历史上第一次出现一把空椅子。[151]同时，希特勒也开始颁发德国国家艺术与科学奖以取代诺贝尔奖。1936年11月，奥西茨基获释，同月诺贝尔委员会获许来到他的住处并授奖。

- 1975年，苏联核物理科学家安德烈·薩哈羅夫獲獎，当时的苏联政府禁止他出国领奖。12月10日，由妻子代为领取奖項，并代替他发表领奖演说。

- 1983年，波蘭的萊赫·華勒沙致力于波兰的人权运动而获奖。1981年12月被波蘭政府软禁，1982年11月被释放，政府官方不允许他前去受獎儀式，但由他的夫人至挪威代为领奖。

- 1991年，緬甸人權政治家翁山蘇姬因“争取民主和人权的非暴力斗争”而獲諾貝爾和平獎，但她本人被缅甸政府拘押。缅甸当局指出，若释放翁山蘇姬，則她必须永遠离开缅甸和政治界，但此條件被她拒绝。在12月10日颁奖日，由她的二个儿子亞歷山大和金代领。

- 2003年，和平獎頒發給伊朗的希尔琳·艾芭迪，雖然伊朗政府極力反對。但是，伊朗政府並未阻止她前去領獎，而且伊朗政府在頒獎當日也派人參加典禮。2009年11月26日，伊朗政府史無前例地沒收她的獎項，這是諾貝爾獎創設108年以來從未發生過的事。